# Coluna Relâmpago
A Coluna Relâmpago foi o último levante tenentista, disputado no sul do Brasil a partir de novembro de 1926. Sob a autoridade do general Isidoro Dias Lopes, exilado na Argentina, militares e caudilhos civis da oposição gaúcha combinaram incursões através das fronteiras brasileiras com sublevações no Exército no Rio Grande do Sul. O movimento, contrário aos governos federal e gaúcho, pretendia apoiar indiretamente a Coluna Prestes, que estava em Mato Grosso. Alguns conspiradores anteciparam-se à data prevista (26 de dezembro), comprometendo o plano de campanha, que foi rapidamente desfeito pelo Exército legalista e as forças estaduais.
Revoltas anteriores no Rio Grande do Sul foram sufocadas em 1924 e 1925, mas os derrotados mantinham-se nos países vizinhos. Em 13–14 de novembro ocorreram princípios de revolta nas guarnições de São Gabriel e Bagé, seguidas no dia 16 pela de Santa Maria, onde ocorreram os maiores combates. Em 7 de dezembro houve mais uma revolta do Exército, em São Leopoldo, mas debelada no mesmo dia.
Os rebeldes de Santa Maria, liderados pelos irmãos Etchegoyen, não superaram a resistência dos legalistas da Brigada Militar do Rio Grande do Sul, mesmo contando com artilharia e maiores números. Após mais de um dia de combate urbano, que danificou muitos prédios e levou à fuga da população, eles se retiraram da cidade. Perseguidos pelos legalistas, foram interceptados pelos provisórios gaúchos no Seival, em Caçapava. Com metralhadoras em boas posições defensivas, eles derrotaram sucessivas cargas de cavalaria e feriram o comandante inimigo, Oswaldo Aranha.
Os rebeldes do Seival uniram-se ao caudilho Zeca Neto, vindo do Uruguai, que liderou uma guerra de movimento até sua derrota nas imediações de São Sepé, em 25 de dezembro. Outros caudilhos e militares cruzaram a fronteira para apoiá-lo, sem saber da derrota. A campanha de Júlio Barrios, do extremo oeste do estado até a região de Santana do Livramento, terminou, assim como a de Zeca Neto, com o retorno ao exílio no início de janeiro. Paralelamente a esses movimentos, Leonel Rocha entrou no país pela região do Contestado em novembro, procurando cortar a Estrada de Ferro São Paulo-Rio Grande, mas sua longa jornada de três meses também terminou numa derrota.

## Antecedentes
Brasileiros derrotados nas revoltas tenentistas de 1924 formavam uma comunidade de exilados nos países vizinhos (Paraguai, Argentina e Uruguai). Eram militares do Exército, Marinha e Força Pública de São Paulo e caudilhos civis. Todos reconheciam a liderança do general Isidoro Dias Lopes e do “chefe civil da revolução”, Joaquim Francisco de Assis Brasil, líder da Aliança Libertadora, agremiação oposicionista do Rio Grande do Sul. Os emigrados mantinham contato entre si e atendiam a qualquer convocação de Isidoro. Eles reuniam-se com lideranças políticas e enviavam e recebiam alimentos, armas, cartas e encomendas às famílias. O movimento tinha seu próprio Estado-Maior e finanças, o “caixa da revolução”.
Alguns companheiros continuavam a luta em regiões logínquas do Brasil, compondo a Coluna Prestes. Eles mantinham o contato com os exilados, que preparavam novas revoltas em seu apoio. Isidoro, embora muito velho para partir em campanha, planejava incursões através da fronteira, coordenadas com aliados civis e militares das guarnições do Rio Grande do Sul. A associação muito forte com a política civil era a peculiaridade do tenentismo nesse estado. Os oficiais tenentistas e os “libertadores” gaúchos tinham objetivos diversos; estes queriam derrubar o governador do Rio Grande do Sul, Borges de Medeiros, e aqueles, o presidente do Brasil, Artur Bernardes. Mas muitos dos oficiais eram gaúchos, misturando as causas. Devido à elevada polarização da política no estado, os oficiais gaúchos ou eram “libertadores” ou governistas.

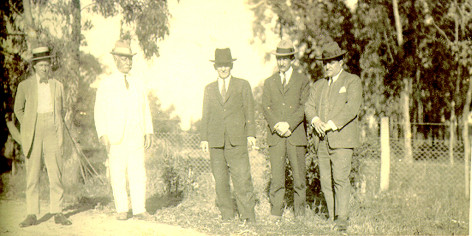
Assis Brasil e Isidoro Dias Lopes, respectivamente o segundo e terceiro da esquerda para a direita

A conspiração dos exilados enfrentava a escassez de recursos e as medidas policiais e diplomáticas dos governos brasileiro e rio-grandense. A luta no Rio Grande do Sul, perdida em 1924, foi renovada em setembro de 1925. A nova revolta foi um desastre. A sublevação militar não ocorreu, e só uma das incursões fronteiriças se concretizou, sendo rapidamente expulsa do território brasileiro. Ainda assim, Isidoro preparava mais uma ofensiva.
Em março de 1926, um sargento do Grupo de Esquadrilhas de Aviação (GEA), unidade da Aviação Militar, denunciou ao comando da 3.ª Região Militar a participação dos oficiais numa conspiração. A informação chegou ao Ministério da Guerra e resultou em ordens para que a Região "mandasse destruir os aparelhos, ocupar o Campo por um destacamento de confiança e submeter a inquérito os oficiais, remetendo presos para o Rio os que estivessem comprometidos". Por sugestão do comandante, o major Martins, as medidas adotadas foram menos extremadas, inutilizando os aviões pela retirada de peças.
Em outubro de 1926, já se passavam dois anos da revolta no Rio Grande do Sul. A Coluna Prestes lutava em Mato Grosso. No dia 24 o comando da Coluna reuniu-se e decidiu encerrar a luta, tomando o rumo da fronteira com a Bolívia. A tropa já estava esgotada, e o comando esperava negociar uma anistia com Washington Luís, sucessor de Bernardes na Presidência da República, que tomaria posse em 15 de novembro. Os emissários da Coluna (Lourenço Moreira Lima e Djalma Soares Dutra) chegaram na véspera a Paso de los Libres, Argentina, onde morava Isidoro. O chefe militar via Washington Luís tão negativamente quanto Artur Bernardes, mas concordou com a emigração. Ele pediu somente que a Coluna resistisse por mais dois meses, dando tempo à nova revolta que ele planejava.

## Preparação
Os conspiradores programaram sua ação para 26 de dezembro. O trabalho foi longo, angariando recursos e indivíduos. O Estado-Maior de Isidoro, chefiado por Fernando Távora, tinha um plano minucioso; ele “fez relatórios sobre o efetivo legalista, das Forças Armadas e da polícia; um resumo dos maiores grupos civis do Centro, grupos menores e concentrações mobilizadas perto das fronteiras, incluindo seu armamento, além de um levantamento de estações telegráficas, produção de mapas”. Centros clandestinos de arregimentação e propaganda operavam em Porto Alegre, Santa Maria, Uruguaiana e Rivera, no Uruguai.
Um dos civis comprometidos, Leonel Rocha, recorda-se da confiança de Isidoro: “revolução bem preparada como esta, não houve; falhando a metade, ainda temos demais”. Civil, Leonel era um dos revolucionários veteranos comprometidos com a revolta, e portanto, “incorrigíveis”, nas palavras de Borges de Medeiros. Outro veterano, Honório Lemes, não combateu depois de sua derrota em 1925, mas seu sobrinho Alfredo sustentou a vida no exílio dos marinheiros do encouraçado São Paulo, revoltados em 1924 e participantes nos novos levantes.
O plano consistia numa invasão de quatro colunas através da fronteira, coordenada com sublevações nas unidades do Exército no Rio Grande do Sul. Uma das guarnições mais importantes seria Santa Maria, maior polo militar e centro ferroviário do estado. O ponto de concentração seria em Caçapava, município com forte presença oposicionista. Paralelamente à campanha no Rio Grande do Sul, uma das colunas adentraria por Santa Catarina e Paraná para cortar a Estrada de Ferro São Paulo-Rio Grande. Após a vitória no sul, os rebeldes se juntariam à Coluna Prestes, vinda de Mato Grosso, para marchar contra São Paulo.

## Revoltas nas guarnições

### Bagé e São Gabriel
À revelia de qualquer ordem de Isidoro, na noite de 13 para 14 de novembro houve uma sublevação entre praças do 9.º Regimento de Cavalaria Independente (RCI), de São Gabriel. Liderados pelo sargento Walter Corrêa da Silva, os rebeldes foram para a Ponte Seca, onde combateram brevemente com forças policiais e civis durante a madrugada. O tenente Vicente Mário de Castro, envolvido na conspiração em outra unidade local (1.ª Bateria do 6.º Grupo de Artilharia a Cavalo), aconselhou-os a se retirarem para Caçapava. Convencido que a revolta era precoce, o tenente permaneceu em São Gabriel, aguardando uma hora melhor. Os rebeldes do 9.º RCI refugiaram-se na estância do coronel oposicionista Favorino Dias, no Seival, Caçapava.
Outro sargento de São Gabriel estava em Bagé, onde sublevou os praças às 01h00 da madrugada de 14 de novembro. Este princípio de revolta foi sufocado ainda dentro do quartel, ao custo da vida de um tenente legalista.
A precipitação do movimento seria fatal. Conforme o historiador Coralio Cabeda, “a revolução já nascia morta”. Nem todos os emigrados estavam a postos, e o fator surpresa foi perdido. O governo estadual e o comando da 3.ª Região Militar imediatamente tomaram providências contra as conspirações. Apesar da precipitação, o general Isidoro chamou à atividade os demais conspiradores para que os sargentos não fossem abandonados. A próxima revolta seria “uma tentativa, quase desesperada, de manter aceso o facho revolucionário”. A data de 14 de novembro pode ser relacionada à vontade de obstruir a posse de Washington Luís.
O 1.º Regimento de Cavalaria (RC) da Brigada Militar, sediado em Santa Maria, enviou seu 4.º Esquadrão para São Gabriel. Outra formação da cidade, a 5.ª Brigada de Infantaria,  colocou o Grupo de Esquadrilhas de Aviação de sobreaviso. O coronel Enéas Pompílio Pires, comandante da brigada, solicitou um reconhecimento aéreo, o que não foi possível atender; dos 30 aviões do Grupo, os únicos em condições de voo eram os quatro da 1.ª Esquadrilha de Bombardeio, de Alegrete, um dos quais fora mandado para Porto Alegre. O segundo-tenente Idílio Aleixo foi buscar um dos aviões em Alegrete, onde ele foi preso pela guarnição local, que julgou a missão muito suspeita.

### Santa Maria

#### Rumores
Antes mesmo das revoltas em São Gabriel e Bagé, o clima era tenso em Santa Maria. Muito se falava de uma sublevação do Exército, a ser deflagrada em 15 de novembro, no feriado da Proclamação da República. Dentro dos quartéis do Exército, acreditava-se numa revolta da guarnição da Brigada Militar por falta de pagamento do soldo. Desde o mês anterior, circulava o boato de que Washington Luís dissolveria o Exército, deixando somente as forças estaduais.
A 5.ª Brigada de Infantaria, sediada em Santa Maria, manteve oficiais e sargentos de sobreaviso em suas residências. Seu comandante, o coronel Enéas Pompílio Pires, sabia do comprometimento de alguns dos subordinados com a conspiração, e procurou evitar um conflito dentro do quartel. Uma medida mais forte contra a revolta seria a prontidão rigorosa, mas possivelmente os conspiradores estavam até no serviço de informações do comandante, deixando-o mal informado sobre as revoltas em São Gabriel e Bagé. Os conspiradores, por sua vez, acreditavam erroneamente no sucesso dos levantes anteriores, e ficaram mais confiantes depois do 4.º Esquadrão do 1.º RC deixar a cidade.
O major Aníbal Garcia Barão, comandante interino desse regimento, precaveu-se mantendo-o em prontidão. Somente um pelotão, fortemente armado, participou do desfile de 15 de novembro. Apesar das expectativas, as cerimônias transcorreram sem incidente. À noite, militares do Exército confirmaram ao major a iminência da revolta. Todo o pessoal do regimento em Santa Maria pernoitou no quartel.

#### Deflagração
A sublevação começou à meia noite de 15 para 16 de novembro. No 5.º Regimento de Artilharia Montada, os irmãos e primeiro-tenentes Alcides e Nelson Gonçalves Etchegoyen prenderam vários oficiais, arregimentaram a tropa e levaram-na ao quartel do 7.º Regimento de Infantaria. Às 03h00 da madrugada, adentraram o portão, prenderam a sentinela e tomaram as armas do Corpo de Guarda. Eles também contavam com dois primeiro-tenentes do regimento, Iguatemi Moreira e Heitor Lobato Valle, sargentos, civis fardados e três canhões posicionados perto do quartel. Os oficiais legalistas foram presos, o almoxarifado foi arrombado e os praças acordados aos gritos de que a Brigada Militar estaria atacando o regimento.
Às 05h30 ou 05h45 os primeiros tiros de canhão foram disparados, buscando afastar uma coluna armada que se aproximava, em ordem unida, ao 7.º RI — na realidade, eram alunos do Ginásio Santa Maria, candidatos a reservistas do Tiro de Guerra n.º 36, percorrendo a rua Coronel Niederauer a caminho do treinamento. Nenhum dos alunos chegou a ser ferido.
O barulho dos canhões acordou o coronel Enéas, que dormia no quartel da 5.ª Brigada de Infantaria, ao lado do quartel do 7.º RI. Quando abriu a janela, praças do 5.º RAM e civis a cavalo apontaram suas armas para ele, e o tenente Alcides Etchegoyen mandou que ele se recolhesse, pois não garantiria sua vida. O coronel ficou preso no Quartel-General, com o telefone inutilizado e sentinelas em vigia. O comandante do 7.º RI teve o mesmo destino. Outros oficiais legalistas conseguiram escapar e se apresentar à Brigada Militar, dentre eles o tenente-coronel Cândido Alves de Mesquita, comandante efetivo do 5.º RAM, que assumiu o comando da praça e encarregou o major Barão de sua defesa.
Sediado a cinco quilômetros de Santa Maria, o Grupo de Esquadrilhas de Aviação recebeu um ultimato para se posicionar ou ser bombardeado. A base era vulnerável à artilharia, só havia 40 homens e 18 fuzis e os oficiais constataram o risco dos subordinados aderirem. O comandante julgou melhor  a retirada para se juntar aos outros legalistas da região.  A tropa marchou por campos e aramados, evitando as patrulhas dos rebeldes. Seu guia foi o coronel governista Ramiro de Oliveira, proprietário vizinho à sede do Grupo. Na tarde do dia seguinte, a tropa já estava em Camobi, de onde telegrafaram para a 3.ª Região Militar.

#### Combate urbano

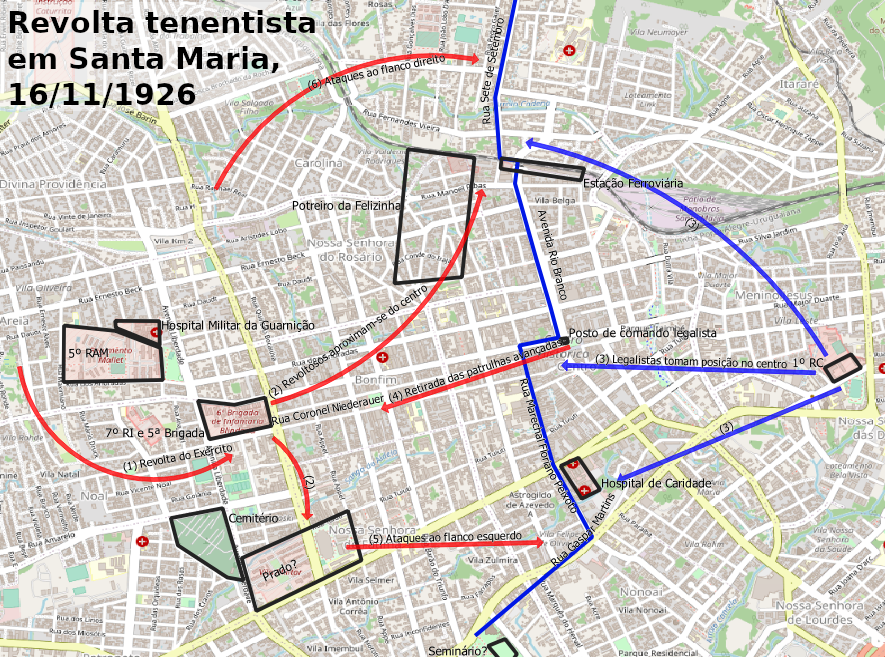
Mapa das operações militares em Santa Maria

Ao primeiro barulho dos canhões, o major Barão retirou o 1.º RC do seu quartel, no outro lado da cidade, pois estaria vulnerável a um bombardeio. Às 07h00 ele levou seu regimento para o centro da cidade, a cavalo e em automóveis requisitados. Patrulhas montadas de rebeldes, identificados por lenços vermelhos, retiraram-se das ruas centrais para posições mais distantes. Os brigadianos ocuparam os bancos, a Intendência Municipal, o Telégrafo Nacional e a Estação Ferroviária e firmaram uma linha de trincheiras no sentido norte-sul, dividindo a cidade ao meio.
A liderança da revolta viu-se na situação inesperada e indesejada de enfrentar a Brigada Militar no centro da cidade. Os rebeldes iniciaram um bombardeio de artilharia às 07h30, seguido de uma manobra contra o flanco esquerdo dos legalistas às 09h00. Os rebeldes tentaram atrair o inimigo para a região mais aberta do Prado, mas os brigadianos permaneceram em suas posições. Outro ataque foi tentado no flanco direito, e novamente os legalistas conseguiram reforçar o ponto atacado e manter a linha. Segundo o relatório da Brigada, “a situação das linhas legalistas não foi modificada durante toda a ação, por se ter o adversário mantido na defensiva até o final.”
Sem um de seus esquadrões, o 1.º RC tinha apenas 306 homens em Santa Maria, dos quais cerca de 200 combateram, com os demais prestando serviços auxiliares. O comando legalista solicitou reforços pelo telégrafo e pôde recebê-los de trem; civis comprometidos com a revolta deveriam ter cortado as comunicações ferroviárias, mas não o fizeram. O resultado foi pequeno, pois o único reforço naquele dia foi do Esquadrão Auxiliar de Cachoeira do Sul, com 69 homens. Eles desembarcaram às 18h00, quando a Estação Ferroviária estava sob ataque. Reforços adicionais, o 18.º e 27.º Corpos Auxiliares, só chegaram após o final da batalha. O efetivo do outro lado das trincheiras, dependendo das fontes, era de 350 a 700–800 rebeldes. As unidades do Exército estavam com efetivos reduzidos, e o 7.º RI não tinha seu segundo batalhão, que estava destacado em Rio Pardo. Ambos os lados contaram com a adesão de civis.
A vantagem qualitativa pertencia aos legalistas, pois o 1.º RC era uma unidade reconhecidamente aguerrida, enquanto a tropa do Exército estava no início do período de instrução, e portanto, de pouco valor militar. Os rebeldes controlavam doze canhões, mas apenas cinco funcionavam; os demais foram sabotados por sargentos legalistas. A artilharia disparou a partir da frente do 5.º RAM, da frente e dos lados do 7.º RI e na Igreja do Rosário, na rua Silva Jardim, fazendo tiros diretos às posições da Brigada Militar e mirando no quartel do 1.º RC. O céu nublado, a garoa intermitente e a desregulagem das alças dificultaram a pontaria.
O 1.º RC gastou 78.590 tiros na batalha, garantidos por um serviço de reabastecimento e remuniciamento. O esforço militar incluiu também observatórios em vários pontos, emissários a cavalo (do Comando à tropa) e a pé (entre a tropa) e um serviço de saúde no Hospital de Caridade. O atendimento médico aos rebeldes ocorreu no Hospital Militar do Exército, sob a direção do primeiro tenente-médico Romeu Borba e o segundo tenente-veterinário João Lemos. Ambos eram legalistas, mas intimados a trabalhar sob vigilância armada. Vários tiros atingiram o hospital.

#### Retirada
Sem desalojar os brigadianos de suas posições, restaria aos rebeldes a opção de arrasar a cidade com a artilharia, o que eles não quiseram, rejeitando uma imitação do bombardeio de São Paulo em 1924. A continuidade do impasse deixaria a revolta isolada assim que os legalistas recebessem mais reforços. A alternativa encontrada foi abandonar a cidade. A retirada começou às 21h00, mas parte da tropa demorou até o dia seguinte, pois um sargento encarregado de transmitir a ordem não cumpriu sua missão. Á meia-noite, enquanto ocorria a retirada, três canhões intensificaram seus disparos.
Às 04h00 da madrugada, o fogo dos rebeldes já estava muito enfraquecido e o major Barão foi informado da retirada. Ele preferiu a cautela, especialmente ao clarear do dia, e guarneceu as vias de acesso ao seu próprio quartel, receando um movimento envolvente do inimigo. O flanco norte recebeu ordem de avanço, encontrou o quartel do 5.º RAM vazio e recuou, temendo uma emboscada. Às 05h00, um oficial legalista do Exército, preso no quartel do 7.º RI, enviou um recado ao coronel Enéas, pedindo para arrombar os xadrezes, pois os rebeldes abandonaram o quartel levando consigo as chaves. Após a liberação dos prisioneiros, o coronel mandou seu ajudante de ordens com uma bandeira branca pela avenida Niederauer, mas ele teve que voltar após duas quadras, pois foi alvo de disparos, provavelmente de rebeldes remanescentes.
Às ordens do coronel Enéas, bandeiras brancas foram hasteadas no quartel-general e um emissário foi mandado ao major Barão. Às 09h00 a Brigada Militar lançou um avanço geral. A única resistência encontrada foi na Vila Brasil. A população saiu às ruas, e o 1.º RC ocupou os quartéis do Exército.
Saíam da cidade, no rumo de São Sepé, 350 rebeldes, 150 deles montados. Eles carregavam dois canhões, inúteis para o tipo de guerra que teriam pela frente, e três metralhadoras pesadas. A retirada foi desordenada, deixando para trás armas e equipamentos, incluindo os dois canhões. Conforme vários jornais, as casas no caminho foram saqueadas. Os brigadianos estavam esgotados demais para aproveitar a desorganização, e não perseguiram seus inimigos fora da cidade, limitando-se a lançar alguns elementos de exploração. Em 20 de novembro, conforme o boletim da 5.ª Brigada, quase 200 rebelados haviam se apresentado de volta ao quartel, e muitos outros estavam escondidos nas matas. No dia 25, 119 homens do 5.º RAM ainda estavam ausentes.

#### Consequências
A batalha custou à Brigada Militar três mortos e 14 feridos, aos rebeldes, seis mortos e 22 feridos, e à população civil, quatro mortos e 12 feridos. O número de rebeldes e civis feridos pode ter sido maior, pois alguns rebeldes feridos foram levados por seus companheiros na retirada, e nem todos os civis procuraram atendimento no Hospital de Caridade.
66 edifícios foram danificados pela artilharia, incluindo diversas residências, o Clube Caixeiral, Colégio Elementar, Agência Ford, Ginásio Santa Maria e o Seminário São José, estes dois últimos, com internos no momento do bombardeio. Conforme o Correio da Serra,
A Avenida Ipiranga foi a rua que mais sofreu com o bombardeio. A casa de residência do capitão Felipe, propriedade do Dr. Mario Guimarães, recebeu duas granadas, que destelharam-na completamente, derruindo uma parte da frente; o Hospital de Caridade, em cuja frente estava entrincheirada uma força da Brigada, recebeu grande número de projetis; a casa ocupada pelo caixeiro-viajante Sr. Antônio Basso, sofreu de modo horrível, ficando estraçalhada por milhares de projetis, sendo que uma granada perfurou uma parede, explodindo na sala e inutilizando todos os móveis que a guarneciam, ficando o prédio quase completamente destruído; a casa do Sr. Maximiliano Danezi, foi atingida por muitos projetis; a de propriedade do Sr. Homero Beltrão recebeu uma granada que causou prejuízos avultados.

Os tiroteios e o bombardeio paralisaram a vida na cidade. O comércio fechou e poucos se atreveram a ficar na rua. A população refugiou-se nos porões, adegas e ruas afastadas ou fugiu a pé e em carroças para as matas ao redor da cidade e os municípios vizinhos. Os jornais pararam de circular e o fornecimento de carne e pão foi interrompido por dois dias.  As metralhadoras e canhões, nas palavras do Correio da Serra, “picaram, pode-se dizer, centenas de cabos condutores de energia elétrica e de fios telefônicos”. A Usina Elétrica de Santa Maria teve sua chaminé atingida por granadas, e a cidade ficou no escuro. A normalização demorou vários dias após o fim do conflito, levando a uma série de roubos nas noites sem iluminação pública.
Encerrado o conflito, o major Barão foi promovido a tenente-coronel. Notáveis da sociedade local arrecadaram fundos para uma homenagem ao 1.º Regimento de Cavalaria, o que foi criticado no jornal Gaspar Martins, segundo o qual “alguns hão de dizer que assinaram, ou porque Fulano fazia parte da comissão pedinte, ou porque não queria ficar sendo mal olhado pela Brigada ou pelos partidários da Brigada”. Borges de Medeiros impediu a homenagem, segundo ele, pois o regimento não fez mais do que cumprir o seu dever; segundo o historiador Romeu Beltrão, o governador não queria hostilizar o Exército. Opositores ao governo municipal foram acusados de colaboração com a revolta, incluindo Arnaldo de Mello, redator-chefe do Correio da Serra.

## O combate do Seival

### Movimentos após Santa Maria

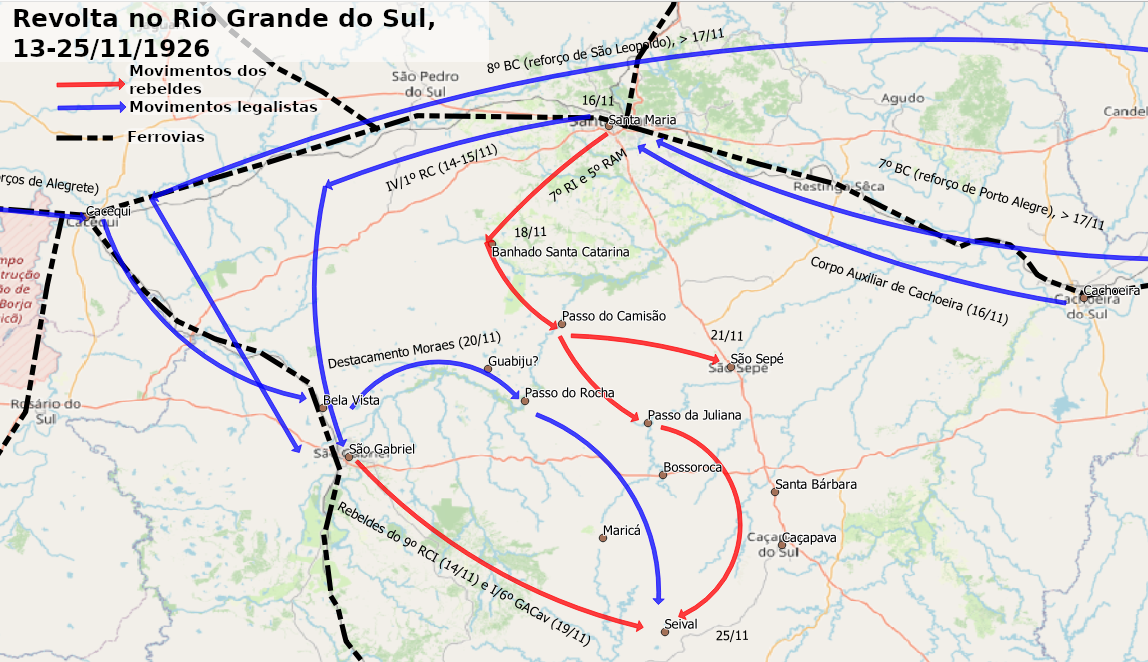
Manobras legalistas e rebeldes em meados de novembro

Após a revolta em Santa Maria, o general Eurico de Andrade Neves, comandante da 3.ª Região Militar, acelerou a mobilização legalista. O 7.º Batalhão de Caçadores (BC), de Porto Alegre, foi transferido a Santa Maria, e o 8.º BC, de São Leopoldo, para São Gabriel. A junção ferroviária em Cacequi foi ocupada por um contingente do Exército, oriundo do Depósito de Remonta de São Simão. O governo estadual continuou a mobilizar voluntários e em 23 de novembro criou quatro corpos provisórios em Santa Maria, Cachoeira, Rio Pardo e Palmeira, com 261 homens. No início do mês seguinte, mais um, o 16.º Corpo Auxiliar, ou “Batalhão Ferroviário”, para defender a Estrada de Ferro.
Os rebeldes de Santa Maria adentraram o município de São Gabriel em 18 de novembro. Seus potreadores, à procura de montarias, tirotearam com civis, e a notícia chegou aos legalistas. A cidade estava ocupada pelo 8.º BC e o IV/1.º RC, e espiões nos quartéis vigiavam os oficiais suspeitos. Isto não foi o suficiente para impedir mais uma adesão. No dia 19 o tenente Vicente Mário de Castro sublevou 38 praças da 1.ª Bateria do 6.º Grupo de Artilharia a Cavalo (I/6.º GACav). Em vez de revoltar-se na cidade, eles escaparam para se unir a seus companheiros saídos de Santa Maria, rumando para o Seival, em Caçapava. Momentos depois da retirada, o 8.º BC cercou o quartel.
Um destacamento misto do Exército e Brigada Militar, liderado pelo major Luiz Carlos de Moraes, foi encarregado de perseguir os revoltosos de Santa Maria. Ele era composto dos 50 praças do Depósito de Remonta, o IV/1.º RC, que ainda estava em São Gabriel, e duas formações de Alegrete, o 6.º RCI e o “Corpo de Patriotas”. O 6.º RCI estava repleto de simpatizantes da revolta, de forma que o major Moraes aproveitou apenas 140 homens. Os 522 irregulares do Corpo de Patriotas, na opinião do major, eram “mal organizados, sem fardamento e equipamento, mas com muito entusiasmo, que lhes era transmitido pela personalidade de seu chefe”, o intendente de Alegrete, Oswaldo Aranha. No total, o destacamento tinha 800 homens, concentrando-se na estação ferroviária de Bela Vista em 20 de novembro.
O IV/1.º RC foi enviado mais à frente ao Passo da Rocha, no rio Vacacaí, por onde os rebeldes de Santa Maria haviam sido avistados. Estes atravessaram o rio no Passo do Camisão, adentrando o município de São Sepé. Um destacamento foi mandado para a sede inutilizar as comunicações; o local era protegido por um pequeno contigente da Brigada Militar, que deixou a cidade, evitando o combate. O grosso dos rebeldes prosseguiu ao Passo da Juliana, no arroio São Sepé, para alcançar o município de Caçapava. O destacamento legalista estacionou em Guabiju, onde foi alcançado por um desertor rebelde que informou o efetivo, armamento e munição do inimigo.
O major Moraes decidiu então mandar à frente dois elementos exploratórios, encarregados de fixar o inimigo até a chegada do grosso do destacamento. Cioso das armas automáticas, ordenou que esses elementos evitassem um engajamento a fundo. Cada um teria 200 homens, em grande parte do Corpo de Patriotas. Uma seguiria na direção de Caçapava, comandada por Oswaldo Aranha, e outra na direção de São Sepé sob um de seus homens de confiança, o major Laurindo Ramos. Ambos deveriam manter contato com o destacamento, cujo eixo de deslocamento seria na direção de Santa Bárbara e Bossoroca. Entretanto, as vanguardas demonstraram indisciplina operacional, mantendo pouco contato e incorporando os emissários do destacamento. Oswaldo Aranha, sem o conhecimento e autorização do major Moraes, também incorporou todo o IV/1.º RC ao seu elemento.

### Batalha campal
Os rebeldes de São Gabriel foram acolhidos na estância de Favorino Dias, no Seival, onde já estavam os sargentos do 9.º RCI. Por conta própria, esse estancieiro armou e municiou 70 correligionários e familiares e mandou vaqueanos para estabelecer contato com os rebeldes de Santa Maria, o que conseguiram em 23 de novembro. No dia seguinte, quando estes acampavam no Passo do Seival, próximos a fazer junção com seus companheiros, foram encontrados pela força do major Laurindo Ramos.
O terreno era muito aberto para combater, e os rebeldes apenas travaram uma ação de retardamento enquanto deixavam o local. Alguns soldados do Exército morreram, mas por si só o combate foi pouco relevante. Oswaldo Aranha teve notícia do ocorrido e subestimou seu oponente. Ele juntou suas forças às de Laurindo Ramos e mandou um bilhete ao major Moraes: “alcançara os revoltosos em plena debandada e julgava terminada a revolta; era um simples caso de polícia, não mas comportando operações militares”.
Na noite de 24 de novembro os rebeldes, num total de 400 civis e militares, posicionaram-se numa elevação pedregosa acima da várzea do Seival, com excelente domínio do terreno. Duas metralhadoras Hotchkiss ficaram nas extremidades do centro do dispositivo, e mais uma em reserva. Favorino Dias assumiu o comando geral, enquanto o comando tático coube ao tenente Alcides Etchegoyen. Uma rede de sentinelas duplos mantinha o comando informado. Oswaldo Aranha estava com a vanguarda (cerca de 500 homens) no acampamento abandonado no Passo do Seival. Ele decidiu atacar logo, sem esperar o restante do destacamento, que ainda estava em Maricá.
Ao redor das 05h00 da manhã, os legalistas apareceram na várzea do Seival, avançando em ordem unida, sem reconhecimento em profundidade ou segurança de flancos. Quando chegaram mais perto, foram recebidos pelo fogo das metralhadoras. O componente regular dos legalistas (oriundo do IV/1.º RC e 6.º RCI) tomou posição a pé numa sanga barrancosa entre a várzea e a elevação. Dali, apoiaram com seus fuzis-metralhadoras as cargas montadas dos demais atacantes. As investidas contra os flancos, aos gritos de “laça a metralhadora!” e “degola os baianos!”, eram suicidas, com alguns atacantes morrendo quase na linha dos defensores.
Uma das cargas conquistou o flanco esquerdo da defesa, um esporão pedregoso defendido por elementos do 5.º RAM. Cada vez mais atacantes entraram pela brecha, ameaçando o centro da defesa, ocupado pelo 7.º RI e 5.º RAM. O tenente Vicente e o I/6.º GACav vieram da retaguarda e conseguiram fechar a brecha. A partir da sanga barrancosa, dois pelotões do IV/1.º RC tentaram avançar, mas sofreram baixas pesadas.
Após cinco horas de combate, a munição estava esgotando e os atacantes perdiam o ânimo. Oswaldo Aranha liderou pessoalmente uma carga ao flanco esquerdo, mas foi ferido por uma bala de fuzil e sua tropa ficou desmoralizada. Conforme o depoimento de um de seus filhos, Euclydes Gudolle Aranha Neto:

Ele [Oswaldo] perdeu um, dois, três cavalos... no quarto a bala bateu no pé e furou a barriga do cavalo... ele continuou a comandar...botou a metralhadora... laçaram... laçaram a metralhadora... e quando papai [Oswaldo] caiu exangue, eles então se retiraram, com relativa dificuldade..

O major Laurindo Ramos, também ferido, ordenou a retirada. Os rebeldes não puderam persegui-lo muito, pois também estavam esgotados e precisavam socorrer seus feridos. O major Moraes tentou reunir o destacamento para um contra-ataque, mas não havia condições. Ele estava reduzido a pouco mais de 400 homens. A derrota custou-lhe mais de 100 baixas.

## Incursões no Rio Grande do Sul

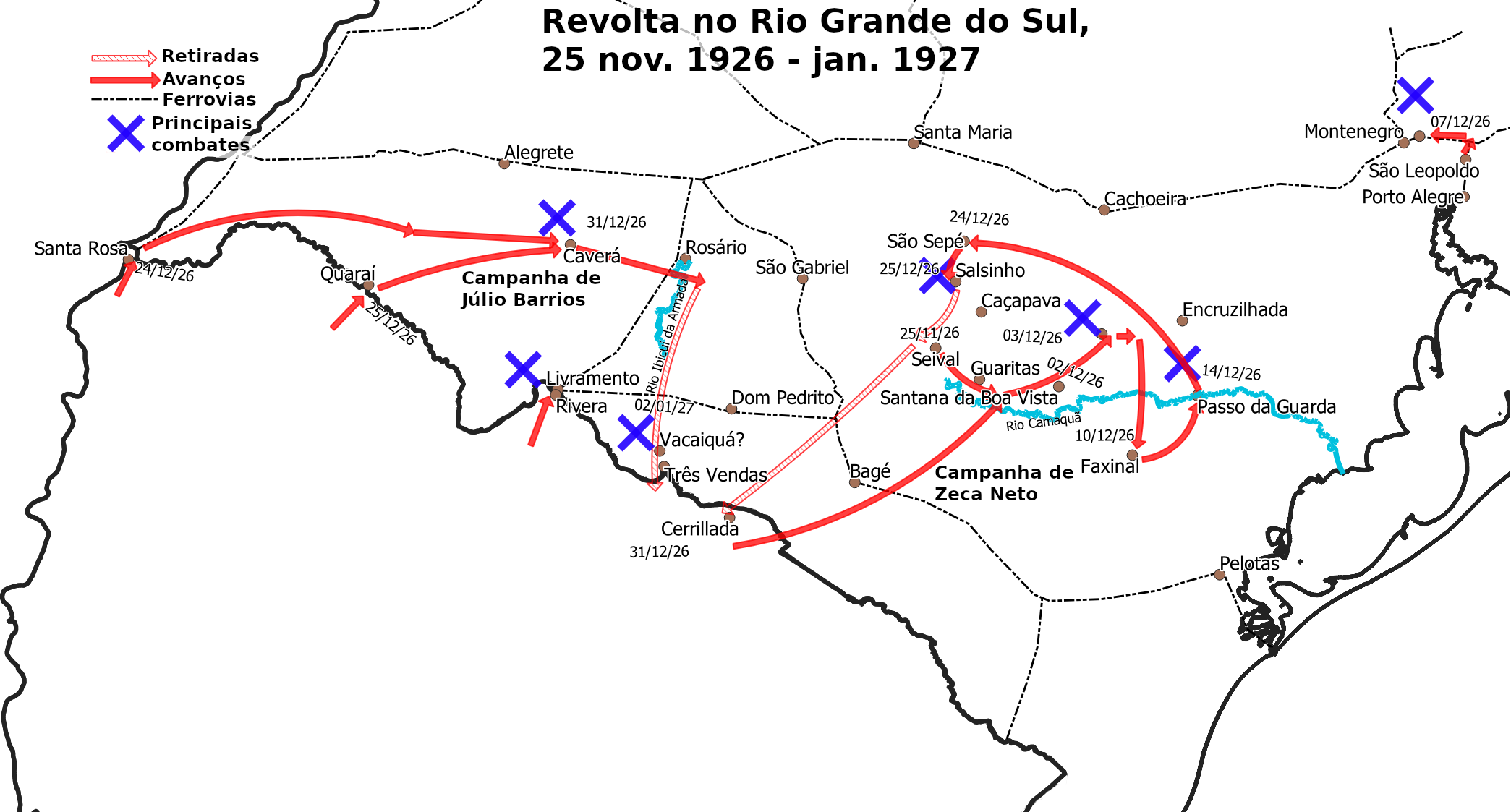
Campanhas de São Leopoldo, Zeca Neto e Júlio Barrios

No dia seguinte à batalha, a Chefatura de Polícia proibiu as notícias relativas ao “movimento sedicioso”. O governo se viu obrigado a uma mobilização maior, e os rebeldes ganharam novo ânimo e adesões. O caudilho Zeca Neto veio do Uruguai e assumiu o comando da coluna, com a qual deu voltas pela Serra do Sudeste, Depressão Central e Campanha, distraindo e cansando os legalistas e dando tempo para novas revoltas. Guerrilheiro veterano, com 75 anos, Zeca Neto não obedecia aos princípios das academias de guerra, mas tinha amplo conhecimento do terreno. No Uruguai, Isidoro continuava a organizar novas colunas em apoio a Zeca Neto.
Ao início de dezembro, operavam na região central os destacamentos legalistas do tenente-coronel Emílio Lúcio Esteves, tenente-coronel Hipólito Ribeiro Júnior, major Moraes, major Otacílio Fernandes e outros menores. Somente Esteves e Moraes agiam em coordenação, com os demais apenas seguindo o rastro do inimigo. O destacamento Moraes foi reforçado com o 21.º e 26.º CAs para compensar as deserções e perdas no Seival. Destacou-se a experiência do 21.º, que já havia combatido a Coluna Prestes no Nordeste. Os demais destacamentos eram novos: o destacamento Esteves foi organizado em Cachoeira em 6 de dezembro, e o destacamento Hipólito, em 13 de dezembro.
Mais uma revolta no Exército ocorreu na madrugada de 7 de dezembro. Um destacamento de 40 praças do 7.º RI, aquartelado em São Leopoldo, sublevou-se, apoderarou-se de armas e seguiu de trem rumo a Montenegro, mas teve que parar na estação de Pareci, pois a direção superior da Viação Férrea mandou tombar uma locomotiva no caminho. No mesmo dia, os rebeldes foram encontrados e presos, após um breve tiroteio, por uma ala do 3.º Batalhão de Infantaria da Brigada Militar.

### Campanha de Zeca Neto
Cruzando a fronteira no município de Bagé, Zeca Neto uniu-se aos rebeldes do Seival no rio Camaquã, na região entre Guaritas e Santana da Boa Vista. A coluna unificada tinha cerca de 700 homens.  Sua mobilidade constante impedia um embate decisivo, gerando reclamações do comando da 3.ª Região Militar ao tenente-coronel Esteves. Nas primeiras semanas, só ocorreram pequenos encontros com Corpos Auxiliares.
Os rebeldes rumaram para o município de Encruzilhada, onde chocaram-se com o destacamento Morais e rumaram ao sul, cruzando o Camaquã no Passo da Restinga. No sul, encontraram o destacamento Hipólito e tiveram que marchar a leste, onde atravessaram o rio no Passo da Guarda. O 21.º CA atacou a coluna durante a transposição, em 14 de dezembro. Na confusão, “morreram, então, afogados, o tenente do Exército Helen Salvaterra, um caudilhete de nome Medina e mais 9 rebeldes”. O tenente Salvaterra, integrante do Estado-Maior de Isidoro, foi a maior perda até então.
De volta à margem norte do Camaquã, os rebeldes rumaram para oeste. Na véspera de Natal, passaram por São Sepé, onde degolaram o capitão Manoel Cristóvão Gomes, delegado de polícia local. Tais violências ocorreram em outras ocasiões na campanha, normalmente por motivos pessoais, e sem o conhecimento ou interferência dos oficiais do Exército. Cada vez mais próximo, o destacamento Esteves já se aproximava do oeste da cidade, bivacando na noite de 24 sobre o passo da Juliana. O destacamento Otacílio também estava perto.
Partes do destacamento Esteves e da coluna de Zeca Neto tiveram seu primeiro encontro no Passo do Salsinho, às 09h00 do Natal. Os rebeldes evitaram o combate e prosseguiram na sua retirada ao sul, para o oeste de Caçapava. A pressão legalista forçou-os a assumir três linhas defensivas, que foram derrotadas por manobras desbordantes. A última, no alto da serra de Santa Bárbara, caiu às 15h00. Os rebeldes fugiram em debandada, e a perseguição legalista continuou até alcançar as pontas do Seival no dia seguinte. Vicente Mário de Castro, um dos tenentistas, testemunhou a degola de vários marinheiros do São Paulo, prisioneiros dos legalistas.
A coluna de Zeca Neto gastou quase toda sua munição no combate de São Sepé. Sem perspectiva de apoio, os rebeldes dividiram-se em grupos menores e seguiram ao município de Bagé, a caminho do Uruguai. O tenente-coronel Esteves retornou a Porto Alegre, deixando a perseguição aos Corpos Auxiliares. Em 31 de dezembro os rebeldes cruzaram a fronteira em Cerrillada. Posteriormente seus perseguidores encontraram o armamento escondido em grotas antes da fronteira, pois os rebeldes não quiseram entregá-lo aos uruguaios.

### Campanha de Júlio Barrios
Em socorro à coluna de Zeca Neto, Isidoro continuou a preparar incursões com os emigrados no Uruguai. Pelo plano, elaborado por Fernando Távora, o comandante geral seria Júlio Barrios, secundado pelo seu chefe de Estado-Maior, Stênio Caio de Albuquerque Lima. Esta coluna “furaria” a fronteira em Quaraí e se juntaria a duas outras, a de Newton Estillac Leal, vinda de Santa Rosa (Bella Unión), e a melhor armada de Adalberto Correia vinda de Rivera. Em seguida, um quarto grupo sublevaria Santana do Livramento. O destacamento Santa Rosa cruzou a fronteira em 24 de dezembro, e o destacamento Quaraí no dia seguinte, sem conhecimento da derrota de Zeca Neto.
Segundo o intendente de Alegrete, seriam 200 os rebeldes. A resposta legalista veio de várias direções. O major Luiz Aranha, sedento por vingar o ferimento de seu irmão, liderou seus provisórios de Alegrete. Flores da Cunha mobilizou os provisórios de Livramento. Em Dom Pedrito, o 21.º CA e o 2.º RC da Brigada Militar concentraram-se em 30 de dezembro.
Quando estava prestes a se unir ao grupo de Santa Rosa, o grupo de Quaraí foi interceptado pelos provisórios de Luiz Aranha. Stênio organizou uma defesa e um vaqueano local guiou-os para longe, mas 22 dos 44 homens sucumbiram ou foram presos, e o próprio Júlio de Barrios sobreviveu por pouco, deixando Stênio no comando. Após a união com Estillac, eles seguiram à estância de Três Cerros, no Caverá, onde esperavam encontrar Adalberto. Entretanto, a coluna de Rivera não conseguiu cumprir sua parte, pois foi barrada pela resistência legalista logo na fronteira.
Em 31 de dezembro, na hora do almoço, os rebeldes foram novamente alcançados por uma numerosa tropa legalista. Sofrendo baixas, foram perseguidos até o rio Ibicuí da Armada. Os provisório de Flores da Cunha já se aproximavam. Após atravessar o rio, na direção de Dom Pedrito, 50 homens da guarnição de Rosário reforçaram seus perseguidores. Os soldados já estavam esgotados, e a ofensiva era inútil. Em 2 de janeiro, o 1.º Esquadrão do 2.º RC derrotou-os no Passo do Vacaiquá e eles combateram em retirada até Três Vendas, por onde emigraram.
A coluna ainda tentou retornar a Rivera sem se aproximar da fronteira e encontrou seus companheiros do grupo de Adalberto. Houve mais uma ofensiva, sem efeito. Tudo que se podia fazer era tratar dos feridos em Rivera.

## Campanha de Leonel Rocha

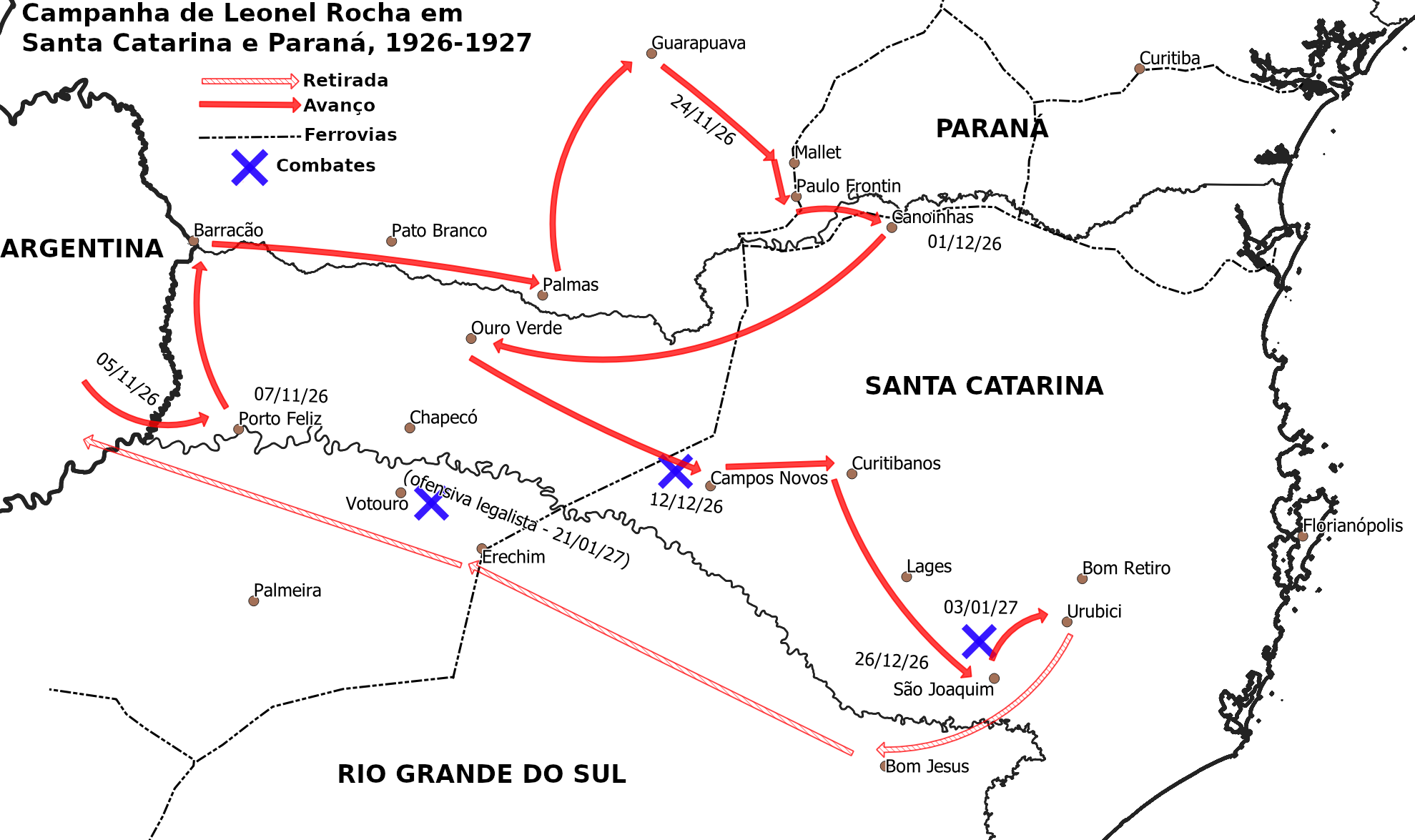
Itinerário de Leonel Rocha na ida e volta ao exílio

No plano de campanha, o ataque à Estrada de Ferro São Paulo-Rio Grande começaria com uma incursão dos caudilhos Leonel Rocha e Fidêncio de Mello, vindos da Argentina. Fidêncio de Mello tinha algum prestígio na região do Contestado, que seria atravessada. Da região missioneira viriam revolucionários veteranos. Leonel Rocha, agindo de forma indisciplinada, antecipou-se na travessia do rio rio Peperi-Guaçu e, consequentemente, só dois dos veteranos (Simas Enéias e Deusdit Augusto de Loyola) juntaram-se à coluna.
Esta coluna tinha de 80–100 a pouco mais de 200 homens, bem-montados e armados inclusive com mosquetões-metralhadoras Bergmann, adquiridos em Buenos Aires. Não estavam, entretanto, no terreno ao qual seu líder estava acostumado, as matas de Palmeira. À procura de cavalgaduras, armas e gêneros variados, em 7 de dezembro a tropa cercou o povoado de Porto Feliz (atual Mondaí), Santa Catarina. A tropa de Autodefesa dos colonos atacou os invasores com granadas de mão confeccionadas localmente, mas não teve sucesso.
Leonel Rocha prosseguiu ao Paraná por Barracão, de onde foi a Pato Branco (onde enfrentou um destacamento do Exército) e Palmas, juntando-se ao grupo de Simas Enéias. Dali, segundo uma nota oficial da Presidência da República, a coluna invadiu a cidade de Guarapuava e se retirou no dia 24, ante a aproximação dos legalistas. Os rebeldes enfim alcançaram a ferrovia, atacando as estações de Mallet e Paulo Frontin, mas sob perseguição, retornaram a Santa Catarina, via Canoinhas, em 1.º de dezembro.
A perseguição legalista em Santa Catarina foi liderada pelo coronel Eliziario Paim, comandando o 13.º e 14.º BCs, um regimento de infantaria de Curitiba, a 9.ª Companhia de Metralhadoras, a Força Pública Catarinense e o 2.º Batalhão da Força Pública de São Paulo. Leonel Rocha teve como próximo objetivo Campos Novos, onde foi derrotado em 12 de dezembro. De lá, rumou para leste e passou por São Joaquim no dia 26. Segundo um relato local, havia cerca de 180 rebeldes. Quatro dias depois, 200 policiais catarinenses chegaram ao povoado.
Em 3 de janeiro o coronel Paim derrotou os rebeldes no morro do Cedro, próximo a São Joaquim. Não houve mortos, mas a coluna deixou para trás parte de seus suprimentos e cavalhada, e vários de seus oficiais foram tomados como prisioneiros. Os rebeldes avançaram contra Bom Retiro, mas foram repelidos no caminho, combatendo em Urubici. Só restavam 15 homens na coluna de Leonel Rocha. Retornando ao Rio Grande do Sul por Bom Jesus, o comandante passou por Erechim e atravessou o rio Uruguai para o exílio na Argentina.
Em 21 de janeiro um grupo de Corpos Auxiliares (3.º, 6.º, 18.º, 26.º e uma ala do 30.º) iniciou uma ofensiva legalista na região de Erechim. Eles eram comandados pelo tenente-coronel João de Deus Canabarro Cunha, designado para essa missão pelo comando da 3.ª Região Militar. Segundo esse comandante, “os rebeldes, em grupos numerosos de 600 homens, mais ou menos, estavam localizados na região do lageado Tapír, rio Douradínho, Votouro, com avançadas em diversas direções.” A narrativa de Aldo Ladeira Ribeiro, historiador da Brigada Militar, não menciona ou associa esses grupos a Leonel Rocha.
Após alguns combates, até o dia 30 a resistência tornou-se fraca, e dali em diante houve apenas a perseguição aos refugiados. Do ponto de vista da Brigada Militar, “com estas operações, encerrou-se completamente o impatriótico movimento revolucionário que, em julho de 1924, explodira na capital do grande Estado bandeirante”.

## Consequências

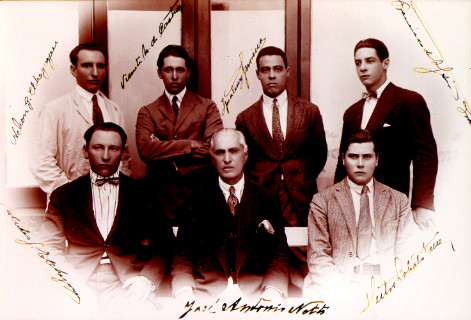
Zeca Neto com os tenentes revoltosos de 1926

A maioria dos rebeldes derrotados refugiou-se no Uruguai. Desde 1.º de janeiro de 1927, estava em vigor um novo tratado de fronteira com o Brasil, pelo qual os chefes e cabeças das rebeliões no Brasil seriam internados neste país o mais longe possível da fronteira brasileira. Os praças ficaram em campos de concentração próximos à fronteira, como em Tacuarembó, onde estiveram internados 297 rebeldes. Não houve nova chance; o movimento tenentista de 1926 foi o último.
Por seu caráter efêmero, o movimento foi apelidado de “Coluna Relâmpago”; na historiografia há também o plural, “colunas-relâmpago”. O apelido era referência à campanha de Herrera, chefe político uruguaio, pela magistratura do Partido Blanco. Embarcado num “trem-relâmpago”, ele parava em cada estação apenas por tempo suficiente para proferir algumas breves palavras.
A campanha do Rio Grande do Sul teve seu auge no Seival. Esse combate é notório na história militar como o ocaso da “guerra à gaúcha” e das cargas de cavalaria. Para Flávio Poitevin, o evento foi “a última carga de cavalaria gaúcha iniciada com os Guaicurus do Sul, em fins de 1500”. Em Santa Catarina, a campanha teve “reduzidas consequências”, conforme Oswaldo Cabral, historiador desse estado. Paulo Adam nota a dimensão “epopeica” da jornada de Leonel Rocha.

### Citações
1. ↑  Meirelles 2002, p. 624.
2. 1 2  Meirelles 2002, p. 616.
3. 1 2  Cabeda 2008, p. 327.
4. 1 2  Santos 2016, p. 66.
5. 1 2  Aragão 2021, p. 194-203.
6. ↑  Cabeda 2008, p. 327-328.
7. 1 2 3  Lanna Júnior 2018, “A continuidade do tenentismo no Rio Grande do Sul – as colunas relâmpagos, 1925-1927”.
8. ↑  Vitor 2021, p. 125-126.
9. ↑  Cabeda 2008, p. 328-329.
10. ↑  Cabeda 1992a, p. 110-111.
11. ↑  Aragão 2021, p. 234.
12. 1 2 3 4 5  Cabeda 2008, p. 329.
13. ↑  Santos 2016, p. 114.
14. 1 2  Aragão 2021, p. 227.
15. ↑  Meirelles 2002, p. 615.
16. ↑  Adam 2021, p. 39.
17. ↑  Aragão 2021, p. 223-224.
18. ↑  Alves 2014, p. 20.
19. 1 2 3 4 5 6 7  Cabeda 1992b, p. 82.
20. 1 2  Cabeda 1992b, p. 81.
21. ↑  Meirelles 2002, p. 615-616.
22. ↑  Cabeda 1992b, p. 81, 83.
23. 1 2 3  Ribeiro 1953, p. 444.
24. 1 2  Cabeda 1992b, p. 85.
25. ↑  Aragão 2021, p. 224.
26. ↑  Cabeda 1992b, p. 81-82.
27. ↑  Cabeda 1992a, p. 112.
28. ↑  Aita & Axt 1999, p. 58.
29. ↑  Cabeda 1992a, p. 111-113.
30. ↑  Santos 2016, p. 67.
31. 1 2  Santos 2016, p. 69-70.
32. ↑  Ribeiro 1953, p. 445.
33. ↑  Santos 2016, p. 71.
34. ↑  Santos 2016, p. 72.
35. ↑  Santos 2016, p. 72-73.
36. ↑  Cabeda 1992a, p. 112-113.
37. ↑  Santos 2016, p. 75-76.
38. ↑  Santos 2016, p. 71-75.
39. ↑  Ribeiro 1953, p. 445-446.
40. ↑  Santos 2016, p. 75-77.
41. 1 2  Ribeiro 1953, p. 446.
42. ↑  Santos 2016, p. 75-76, 84.
43. ↑  Santos 2016, p. 89.
44. 1 2  Santos 2016, p. 76.
45. ↑  Santos 2016, p. 76-78.
46. 1 2 3  Ribeiro 1953, p. 447.
47. ↑  Santos 2016, p. 77.
48. ↑  Santos 2016, p. 70-71, 82.
49. ↑  Santos 2016, p. 77-78.
50. ↑  Santos 2016, p. 85.
51. 1 2 3  Santos 2016, p. 87.
52. 1 2  Santos 2016, p. 92.
53. ↑  Santos 2016, p. 88.
54. 1 2 3  Cabeda 1992b, p. 83.
55. ↑  Santos 2016, p. 93, 95.
56. ↑  Santos 2016, p. 87-88.
57. ↑  Santos 2016, p. 78-79.
58. ↑  Santos 2016, p. 79, 85-86, 90, 93.
59. ↑  Ribeiro 1953, p. 448.
60. ↑  Santos 2016, p. 97.
61. ↑  Santos 2016, p. 102.
62. ↑  Santos 2016, p. 96.
63. ↑  Santos 2016, p. 103, 113.
64. ↑  Cabeda 1992b, p. 83-84.
65. ↑  Cabeda 1992b.
66. ↑  Ribeiro 1953, p. 452.
67. ↑  Cabeda 1992b, p. 84-85.
68. ↑  Cabeda 1992b, p. 85-86.
69. ↑  Cabeda 1992b, p. 86.
70. 1 2 3  Cabeda 1992b, p. 87.
71. 1 2  Santos 2016, p. 112.
72. ↑  Aita & Axt 1999, p. 64.
73. ↑  Cabeda 1992b, p. 88.
74. 1 2  Cabeda 1992b, p. 89.
75. ↑  Cabeda 2008, p. 330-331.
76. 1 2  Aragão 2021, p. 226.
77. ↑  Ribeiro 1953, p. 479.
78. 1 2 3 4 5  Cabeda 2008, p. 331.
79. ↑  Ribeiro 1953, p. 464, 469.
80. ↑  Ribeiro 1953, p. 466.
81. 1 2  Ribeiro 1953, p. 493.
82. ↑  Ribeiro 1953, p. 461.
83. ↑  Ribeiro 1953, p. 473.
84. ↑  Ribeiro 1953, p. 479, 484-485.
85. ↑  Ribeiro 1953, p. 485-486.
86. ↑  Ribeiro 1953, p. 487-489.
87. ↑  Cabeda 2008, p. 331-332.
88. ↑  Aragão 2021, p. 227-228.
89. 1 2  Caggiani 1997, p. 32.
90. ↑  Ribeiro 1953, p. 494.
91. 1 2 3  Aragão 2021, p. 228-229.
92. 1 2 3  Cabeda 2008, p. 332.
93. 1 2 3  Aragão 2021, p. 231.
94. ↑  Caggiani 1997, p. 33.
95. ↑  Aragão 2021, p. 230-231.
96. ↑  Aragão 2021, p. 225-226.
97. 1 2 3 4  Adam 2021, p. 40.
98. ↑  Adam 2021, p. 39-40.
99. ↑  Meirelles 2002, p. 614.
100. 1 2  Ribeiro 1953, p. 465.
101. 1 2 3 4 5 6  Cabral 1937, p. 430.
102. ↑  Aragão 2021, p. 233.
103. 1 2  Nercolini 1987, p. 320-322.
104. ↑  Ribeiro 1953, p. 496-497.
105. ↑  Ribeiro 1953, p. 499.
106. ↑  Meirelles 2002, p. 634.
107. ↑  Silva 2013, p. 94.
108. 1 2  Meirelles 2002, p. 624-625.
109. ↑  Aragão 2021, p. 232.
110. ↑  Aita & Axt 1999, p. 67.